# Новини
Новините са информация, която акцентира върху настоящи събития, предавана чрез печат, телевизионни и радио излъчвания, интернет, както и изказвания споделяни по вербален път, които са насочени към някого или към масовата аудитория.
На повечето езици думата за новини има сходен смисъл и етимология – на английски: news (от new – нов); на руски: новости; на френски: nouvelles; а на немски: Nachrichten.
От новинарските организации най-често се очаква да се стремят към обективност, а самите репортери твърдят, че се опитват да покрият всички страни на даден въпрос безпристрастно, за разлика от коментарите или анализите, които предоставят мнение или лична гледна точка.
Новината е оперативно информационно съобщение, което представлява политически, социален или икономически интерес за аудиторията със своята новост. Това е съобщение за събития станали наскоро или случващи се в настоящия момент.
По правило, новините по телевизията и радиото се повтарят по няколко пъти на ден, като те започват още в ранните часове на денонощието и могат да приключат в късна емисия, непосредствено преди полунощ. Новините обикновено са в областта на политиката, икономиката, науката, културата, спорта, както и синоптичната прогноза, в края на дадена емисия. Според традициите на западната демокрация, обществото има очакване новините да са максимално неутрални и обективни, като се отделят от коментариите. Изборът на новини се осъществява от редакционна колегия. В Уикипедия това става с общото участие на всички заинтересовани редактори. В Уикимедия са предвидени две възможности – новинарския проект Уикиновини и кратък информационен портал в самата Уикипедия.
|  | Тази страница частично или изцяло представлява превод на страницата News в Уикипедия на английски. Оригиналният текст, както и този превод, са защитени от Лиценза „Криейтив Комънс – Признание – Споделяне на споделеното“, а за съдържание, създадено преди юни 2009 година – от Лиценза за свободна документация на ГНУ. Прегледайте историята на редакциите на оригиналната страница, както и на преводната страница, за да видите списъка на съавторите. ВАЖНО: Този шаблон се отнася единствено до авторските права върху съдържанието на статията. Добавянето му не отменя изискването да се посочват конкретни източници на твърденията, които да бъдат благонадеждни. |